# Wet (banda)
Wet es un grupo de música estadounidense de pop alternativo formado en 2012 en Brooklyn, Nueva York el grupo está integrado por Kelly Zutrau, Joe Valle, and Marty Sulkow. Han hecho un EP y un LP bajo la firma de Columbia Records. Wet fue nombrado el grupo más prometedor por The Fader en 2015.

## Discografía

### Álbumes de estudio
| Título    | Detalles                                                                                         | Puesto | Puesto | Puesto | Puesto |
| Título    | Detalles                                                                                         | US     | AUS    | CAN    | UK     |
| --------- | ------------------------------------------------------------------------------------------------ | ------ | ------ | ------ | ------ |
| Don't You | - Lanzamiento: 29 de enero de 2016 - Discográfica: Columbia - Formatos: CD, LP, descarga digital | 76     | 77     | 55     | 184    |

### EP
| Título | Detalles                            |                                                             |
| ------ | ----------------------------------- | ----------------------------------------------------------- |
| Wet    | - Lanzamiento: 3 de octubre de 2013 | - Discográfica: Neon Gold - Formatos: 10", descarga digital |

### Singles
| Título                 | Detalles                          |                                                                          |
| ---------------------- | --------------------------------- | ------------------------------------------------------------------------ |
| The Middle / Turn Away | - Released: 21 de octubre de 2016 | - Discográfica: Columbia Records - Formatos: Descarga digital, Streaming |